# 皮亞塞奇 PV-2
皮亞塞奇 PV-2是一款由弗蘭克·皮亞塞基設計的直升機。PV-2是美國第一批成功飛行的直升機之一。PV-2於1943年4月11日首飛。PV-2擁有許多項新技術，例如動態平衡旋翼葉片、帶有拉扭變槳系統的剛性尾槳以及全循環和集體旋翼槳距控制。
PV-2現展示於美國國家航空太空博物館的史蒂文·烏德沃爾哈齊中心。

## 外部連結
- P-V Engineering Forum PV-2 （页面存档备份，存于） at the National Air and Space Museum
- Popular Science August 1951, page 30 （页面存档备份，存于） rare photo of PV-2 in flight